# 春樹チルドレン
春樹チルドレン（はるきチルドレン）、もしくは村上春樹チルドレンとは、評論家などが特定の作家を村上春樹の影響下にあるものと評価して呼ぶレッテルである。また、村上春樹に影響を受けた者が自称することもある。

## 概要
藤井省三は、中国の著名な作家たち、衛慧、アニー・ベイビー、王家衛らが「村上チルドレン」であると評している。
朝日新聞社のウェブサイトには「『村上春樹チルドレン』と呼ばれる作家たちが韓国、中国、イギリス、ウクライナなどで次々に登場している」と評する記事「〈ふたつのM-マンガと村上春樹4〉世界に根付く自己表現」が掲載された。
豊崎由美は本多孝好の作品が村上春樹のフェイクであると論破するにあたって、「村上春樹チルドレンの優等生」という言葉を使っている。
ミュージシャンのスガシカオは、村上春樹チルドレンを自称している。